# Senkelbachquellen
Das kleine Naturschutzgebiet Senkelbachquellen liegt im Gemeindegebiet von Simmerath, westlich von Schmidt und südlich von Vossenack.

## Beschreibung
Das Gebiet umfasst das Quellgebiet des Senkelbachs mit mehreren Quellen. Die wichtigsten sind drei milzkrautreiche Einzelquellen und weitere Grundwasseraustritte in einem Erlenbestand. Die südliche Quelle liegt innerhalb eines Fichtenforstes. Schutz und Entwicklungsziel ist die Erhaltung der Quellen und der Quellbäche. Anzustreben ist der schonende Umbau der Fichtenforste in naturnahe Laubholzbestände. Eine forstwirtschaftliche Nutzung sollte vermieden werden.

## Schutzzweck
Sinn ist die Erhaltung und Entwicklung der Populationen folgender wildlebender Tier- und Pflanzenarten und deren Lebensräume gemäß der FFH-Richtlinie: Biber, Großes Mausohr, Eisvogel, Teichfledermaus. Das Gebiet hat auch Bedeutung für den Lungen-Enzian und Beinbrech, wichtig ist die Erhaltung der Lebensräume für nach der Roten Liste in Nordrhein-Westfalen gefährdeten Pflanzen- und Tierarten.